# James Scott (écrivain)
Pour les articles homonymes, voir James Scott et Scott.
James Scott D.D. (1733-1814) est un religieux, universitaire et écrivain politique anglais, notamment connu pour ses lettres « Anti-Sejanus ».

## Œuvres
En 1765, inspiré par Lord Sandwich et en utilisant le pseudonyme d'« Anti-Sejanus », Scott publie dans le Public Advertiser une série de diatribes contre Lord Bute. Ces diatribes réimprimées en 1767 dans A Collection of Interesting Letters. Il est également l'auteur des pièces signées « Philanglia » qui figurent dans ce même recueil, et d'autres publiées sous le pseudonyme de « Old Slyboots » en 1769, rassemblées dans Fugitive Political Essays, Londres, 1770.
Scott remporte trois fois le prix Seatonian, grâce à ses poèmes Heaven, Purity of Heart: a Moral Epistle et An Hymn to Repentance (Cambridge, 1760-3). Il est également l'auteur de :
- Odes on Several Subjects, Londres, 1761.
- The Redemption: a Monody, Cambridge, 1763–4.
- Every Man the Architect of his own Fortune, or the Art of Rising in the Church, a satire, Londres, 1763
- Sermons on Interesting Subjects (posthumously with his Life by Samuel Clapham), Londres, 1816.

## Famille
Son épouse Anne, fille d'Henry Scott, le survit. Il ne laisse aucun descendant.